# August Van Daele
Augustus (August) Van Daele (Sint-Niklaas, 25 februari 1944 – Lembeke, 8 januari 2017), was een Belgisch Militair met de rang van Generaal, die tussen 1 januari 2003 en 2 april 2009 Stafchef was van het Belgisch leger.

## Biografie
Na zijn humaniora (middelbare schoolopleiding), studierichting Latijn-wiskunde, aan het Koninklijk Atheneum in Sint-Niklaas en de Koninklijke Kadettenopleiding in Lier te hebben afgerond, werd hij in 1962 als leerling toegelaten tot de Koninklijke Militaire Academie, Faculteit Polytechniek, in de 117e Polytechnische Klasse - Burgerlijk ingenieur. Op 25 december 1964 werd hij benoemd tot Tweede luitenant.
Na zijn afstuderen in 1967 aan de Polytechnische Divisie, begon hij zijn carrière bij de Belgische koninklijke luchtmacht als jong technisch officier bij het Proficiency Training Center op Vliegbasis Brustem.
In 1969 werd hij benoemd tot lid van de Mobiele Trainingseenheid, opgericht met de introductie van het Mirage-trainingsprogramma.
In 1971 trad hij in dienst bij de Dienst Inspectie en Technische Acceptatietesten, waar hij de functie van lijnmanager bekleedde binnen de sectie "Sabca Gosselies", vervolgens bij "Sabca Haren" en vervolgens in de "rondreizende sectie".
In 1980 werd hij commandant van het Air Maintenance Squadron bij de 10e Tactische Wing op Vliegbasis Kleine-Brogel. Eind 1980 werd hij bevorderd tot majoor en nam hij deel aan de introductie van het nieuwe F-16 wapensysteem.
In 1983 werd hij toegewezen aan het luchtmachthoofdkwartier in Evere, waar hij zijn taken op zich nam als plaatsvervangend bevelvoerend officier van de Dienst Inspectie en Technische Acceptatietesten
In 1984 werd hij toegelaten tot het Defensiecollege voor de cursus B.E.M. (Generale Staf Cursus Afgestudeerd).
Na zijn benoeming tot Luitenant-kolonel in september 1985 keerde hij terug naar de 10e Tactische Wing op Vliegbasis Kleine-Brogel als bevelvoerend officier van de Onderhoudsgroep.
Vanaf 1987 werd hij hoofd van de Dienst Inspectie en Technische Acceptatietesten, daarna de Dienst Apparatuurinspectie en ten slotte kreeg hij de leiding over de nieuw opgerichte afdeling Inspectie.
In 1990 werd hij gepromoveerd tot Kolonel.
In 1992 trad hij toe tot de sectie Uitrusting en vanwege de herstructurering van de technische en logistieke diensten van het Luchtmachthoofdkwartier nam hij het bevel over de nieuwe sectie Luchtvaartuitrusting over.
Nadat hij op 26 juni 1994 was gepromoveerd tot Generaal-majoor, bekleedde hij de functie van plaatsvervangend stafchef – logistiek, op het hoofdkwartier van de luchtmacht.
Op 26 december 1999 werd hij gepromoveerd tot Luitenant-generaal.

Hij was lid van het Hoog Comité van Toezicht en lid van de Raad van Bestuur van het Von Karman Institute.
Hij bekleedde ook de functie van nationaal vertegenwoordiger bij de Adviesgroep voor Lucht- en Ruimtevaartonderzoek en Ontwikkeling (AGARD) tot november 1996, toen hij nationaal afgevaardigde werd bij de Raad voor Onderzoek en Technologie (R&T Board).
Op 1 januari 2002 kreeg hij de functie van Directeur-Generaal Materiële Hulpbronnen bij de Defensiestaf.
Op 6 december 2002 werd hij door de Ministerraad aangewezen als Commandant der Strijdkrachten met een mandaat van vier jaar. Hij trad in functie op 1 januari 2003. Tegelijkertijd werd hij gepromoveerd tot Generaal en werd bijgevolg assistent van de Koning.

## Privé
Van Daele was gehuwd met Magda De Boes. Hun zoon, Dirk Van Daele, is Hoogleraar Rechtsgeleerdheid en Criminologische Wetenschappen aan de Katholieke Universiteit van Leuven.
Generaal Van Daele overleed thuis te Lembeke in Januari 2017 op 72-jarige leeftijd. 

## Carrière
- 1967-1969 Technische Staf Vervolmakingeenheid te Vliegbasis Brustem.
- 1969-1971 Mobiele Trainingseenheid opgericht nav de start van het Mirageprogramma.
- 1971-1980 Dienst Controle en Technische keuring als leidend ambtenaar van SABCA Gosselies, vervolgens van Sabca Haren en ten slotte van de Intinerante Sectie.
- 1980-1983 Commandant van het Smaldeel Maintenance in de 10e Tactische Wing te Vliegbasis Kleine-Brogel en later verantwoordelijk voor de introductie voor het nieuwe wapensysteem voor de F-16.
- 1983-1984 Adjunct Commandant bij de dienst Controle en Technische keuring op Staf Luchtmacht.
- 1984- volgde met succes de cursus voor het hoger stafbrevet aan het Koninklijk Hoger Instituut voor Defensie (KHID).
- 1985-1987 Commandant Groep Maintenance 10 W Tac, Vliegbasis Kleine-Brogel.
- 1987-1992 Hoofd dienst Controle en Technische Keuring, Dienst Inspectie Materieel en Sectie Controle.
- 1992-1994 Hoofd sectie uitrusting van de Staf van de Luchtmacht.
- 1994-1999 Na benoemd te zijn in de graad van Generaal-majoor werd hij Adjunct Stafchef Logistiek
- 1999 Benoemd in de graad van Luitenant-Generaal.
- 1999 Lid van het Hoog Comité van Toezicht en Lid van de raad van bestuur van het Instituut Von Karman Institute en Nationaal afgevaardigde bij de Advisory Group for Aerospace Research and Development (AGARD).
- 01/01/02 Directeur-Generaal van de afdeling Material Resources in de nieuwe eenheidsstructuur.
- 06/12/02 Wordt bij Koninklijk Besluit benoemd tot de nieuwe Chief Of Defense (CHOD).
- 22/12/06 Generaal Van Daele krijgt van de ministerraad een nieuw mandaat als Belgische Chef Defensie voor één jaar.
- 23/11/07 Generaal Van Daele krijgt opnieuw een verlenging van mandaat (mede door het uitblijven van een nieuwe regering) van één jaar.
- Na de val van de regering Leterme I kan de regering "in lopende zaken" geen nieuwe topfuncties toekennen. Defensieminister De Crem en formateur (later premier) Van Rompuy verlengen het mandaat van Van Daele opnieuw, met 1 jaar. Hij houdt zijn mandaat ter beschikking van de regering.
- 02/04/2009 Generaal Van Daele wordt opgevolgd door Luitenant-Generaal, Charles-Henri Delcour.

## Bevoegdheden
- Als Chef Defensie (CHOD) was hij de hoogste militaire autoriteit en ressorteerde rechtstreeks onder de minister.
- Bereidde de elementen voor bij de uitwerking van het defensiebeleid.
- Hij stelde de personeelsperspectieven, materiële en budgettaire middelen voor.
- Hij stelde de planning van het departement op.
- Hij adviseerde de minister over de geplande en aan de gang zijnde operaties.
- Was verantwoordelijk voor de uitvoering van het defensiebeleid, uitgestippeld door de politiek.
- Was verantwoordelijk voor het beheer en de administratie van defensie.

## Eretekens
- Commandeur in de Leopoldsorde
- Grootlint in de Kroonorde
- Grootofficier in de Kroonorde
- Militair Kruis (eerste klasse)
- Commandeur de l’ Ordre national de la Légion d'honneur

## Erebewijzen
- Ere-vleugeladjudanten van Zijne Majesteit de Koning
- Ere-chef Defensie
- Ereburger Sint-Niklaas